# Lab on a Chip
Lab on a Chip (abrégé en Lab. Chip ou LOC) est une revue scientifique à comité de lecture. Ce mensuel publie des articles de recherches originales dans le domaine de la miniaturisation à l'échelle nanoscopique et microscopique.
D'après le Journal Citation Reports, le facteur d'impact de ce journal était de 6,115 en 2014. Le directeur de publication est George Whitesides (Université Harvard, États-Unis).